# Limonia expedita
Limonia expedita là một loài ruồi trong họ Limoniidae. Chúng phân bố ở miền Australasia.